# 施儒
施儒（1478年—1539年），字聘之，别號西亭，浙江湖州府歸安縣人，民籍，明朝政治人物。

## 生平
浙江鄉試第五十六名舉人。正德六年（1511年）中式辛未科會試第五十三名，登第二甲第七十三名進士。本年十二月选授山西道監察御史。巡视山海关，又巡按应天等府，以事入诏狱，十年十月黜为民。
嘉靖初，以广东佥事备兵惠潮，申严法令，简练士卒，擒渠魁龚良凤等贼。四年（1525年）七月升福建布政司右参议，因贼党众乃复啸聚，士民咸赴所司乞留儒久任，抚按官以闻，乃改升广东按察司副使，仍整饬惠湖等处兵备。

## 家族
曾祖施新；祖父施冕；父施惠，母程氏。